# Eremochelis oregonensis
Espèce
Eremochelis oregonensis est une espèce de solifuges de la famille des Eremobatidae.

## Distribution
Cette espèce est endémique d'Oregon aux États-Unis,. Elle se rencontre dans le comté de Lake.

## Description
Le mâle holotype mesure 14 mm.

## Étymologie
Son nom d'espèce, composé de oregon et du suffixe latin -ensis, « qui vit dans, qui habite », lui a été donné en référence au lieu de sa découverte, l'Oregon.

## Publication originale
- Brookhart & Cushing, 2002 : New species of Eremobatidae (Arachnida, Solifugae) from North America. Journal of Arachnology, vol. 30, no 1, p. 84-97 (texte intégral).